# Melanie Mayron
Melanie Joy Mayron (Philadelphia, 20 oktober 1952) is een Amerikaans actrice en regisseuse. Voor haar rol als Melissa Steadman in de dramaserie thirtysomething won ze in 1989 een Emmy Award en werd daarvoor in 1990 en 1991 opnieuw genomineerd. Ze werd in 1979 genomineerd voor een BAFTA Award in de categorie meest veelbelovende nieuwkomer, naar aanleiding van haar spel in de film Girlfriends.
Mayron maakte in 1974 haar film- en acteerdebuut als Ginger in Harry and Tonto. Sindsdien speelde ze meer dan vijftien filmrollen, meer dan 25 inclusief die in televisiefilms. Daarnaast begon ze in 1990 zelf te regisseren, voornamelijk afleveringen van verschillende televisieseries, zoals Nash Bridges, Dawson's Creek, The Naked Brothers Band en 90210. Daarnaast regisseerde ze een aantal films, zoals The Baby-Sitters Club (haar eerste bioscooptitel) en Slap Her... She's French.

## Filmografie
*Exclusief 10+ televisiefilms
- Breaking the Girls (2013)
- Itty Bitty Titty Committee (2007)
- Clockstoppers (2002)
- East of A (2000)
- The Baby-Sitters Club (1995)
- Drop Zone (1994)
- My Blue Heaven (1990)
- Checking Out (1989)
- Sticky Fingers (1988)
- The Boss' Wife (1986)
- Missing (1982)
- Heartbeeps (1981)
- Girlfriends (1978)
- The Last of the Cowboys (1977)
- You Light Up My Life (1977)
- Car Wash (1976)
- Gable and Lombard (1976)
- Harry and Tonto (1974)

## Televisieseries
*Exclusief eenmalige gastrollen
- Lipstick Jungle - Patty Bloom (2008, twee afleveringen)
- Wasteland - ... (1999, twee afleveringen)
- thirtysomething - Melissa Steadman (1987-1991, 85 afleveringen)
- Rhoda - Sandy Franks (1975-1976, drie afleveringen)

## Geregisseerde films
- Playdate (2013)
- Little Women, Big Cars (2012)
- Mean Girls 2 (2011, televisiefilm)
- Campus Confidential (2005, televisiefilm)
- Zeyda and the Hitman (2004)
- Slap Her... She's French (2002)
- Toothless (1997, televisiefilm)
- The Baby-Sitters Club (1995)
- Freaky Friday (1995, televisiefilm)

- Biblioteca Nacional de España: XX1260513
- Bibliothèque nationale de France: cb14205013m (data)
- Gemeinsame Normdatei: 1061938727
- International Standard Name Identifier: 0000 0000 5934 2671
- Library of Congress Control Number: n88211895
- Nationale Bibliotheek van Tsjechië: xx0327686
- Nationale Bibliotheek van Israël: 987007352158605171
- Nationale Bibliotheek van Polen: a0000001823640
- Nederlandse Thesaurus van Auteursnamen: 073589004
- Système universitaire de documentation: 103631569
- Virtual International Authority File: 10059625
- WorldCat: E39PBJkTbPD3jVpKcTQkB8DyVC